# Aleksandr Klépikov
Aleksandr Klépikov (rus: Александр Григорьевич Клепиков)  (Sant Petersburg, 23 de maig de 1950 - 26 de febrer de 2021) fou un remer rus que va competir sota bandera de la Unió Soviètica durant la dècada de 1970.
El 1976 va prendre part en els Jocs Olímpics d'Estiu de Mont-real, on guanyà la medalla d'or en la prova del quatre amb timoner del programa de rem. Formà equip amb Vladímir Ieixinov, Nikolai Ivanov, Mikhaïl Kuznetsov i Alexandr Lukianov.
En el seu palmarès també destaquen dues medalles al Campionat del Món de rem, d'or el 1975 i de plata el 1977, i dos campionats nacionals, el 1977 i 1978. Una vegada retirat va exercir d'entrenador.